# 东村站 (韩国铁道公社)

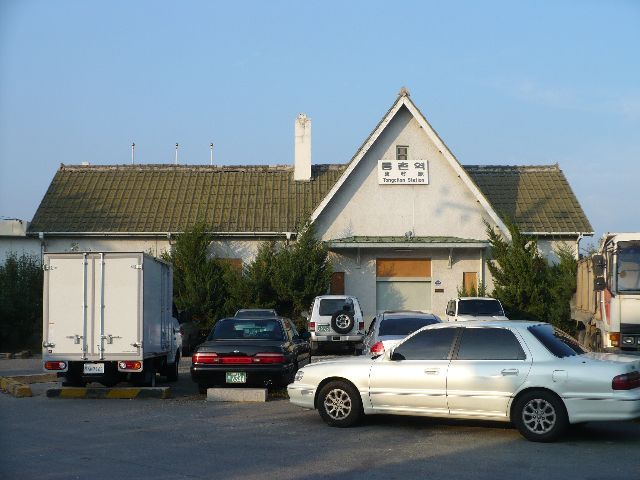
2008年大邱线东川站

東村站（：／ Dongchon yeok */?）曾为韩国铁路大邱线上的一个车站，位于大邱东区東村洞，已于2008年废止。

## 历史
- 1917年12月24日，落成使用[1]。
- 2008年5月15日，停止使用。